# Superbook
Superbook (アニメ 親子劇場?, Anime oyako gekijō, lett. "Teatro anime per genitori e figli") è un anime giapponese del 1981 della Tatsunoko realizzato in collaborazione con la rete americana CBN (Christian Broadcasting Network) e composto di 26 episodi, a cui ha fatto seguito la serie Pasocon travel tanteidan (パソコントラベル探偵団? lett. "Detective di viaggio PC") sempre di 26 episodi, rimasta inedita in Italia. Tra le due serie Tatsunoko produsse anche Il Vangelo per i bambini, anime dalle premesse pressoché identiche a Superbook.
La Christian Broadcasting Network ha prodotto una serie reboot dell'anime in CGI, poi trasmessa In Italia su Planet Kids.

## Trama
Un ragazzino di nome Christopher trova il Superbook del titolo, una Bibbia magica e parlante che permette a lui, al robot Jessie e all'amica Susy di viaggiare nel tempo e vivere in prima persona gli eventi biblici del vecchio e del nuovo testamento.
Nella seconda serie il Superbook finisce nel computer di Christopher permettendo di vedere trasmesse sul monitor le avventure narrate. In questa serie Christopher e Susy si limitano a guardare e a controllare il computer, mentre a viaggiare nel tempo insieme al robot Jessie sono la cagnolina Mattea e il piccolo Yū, fratello di Christopher.

## Personaggi
- Christopher "Chris" Peeper (飛鳥翔?, Shō Asuka): il protagonista della serie. Doppiato da Masako Sugaya (originale), Francesca Codispoti (italiano)
- Susy (大和あずさ?, Azusa Yamato): vicina di casa di Chris e sua migliore amica. Doppiata da Katsue Miwa (originale), Daniela Caroli (italiano)
- Jessie (ぜんまい仕掛け?, Zenmaijikake): il robot giocattolo di Chris, con la capacità trasformarsi in un vero robot. Doppiato da Hiroshi Masuoka (originale), Marco Guglielmi (italiano)
- Yū Asuka (飛鳥悠?): Il fratellino di Chris e il nuovo proprietario di Jessie. Appare nella seconda stagione. Doppiato da Runa Akiyama (originale)
- Professor Frederick "Fred" Peeper (あすかはかせ?, Asuka hakase): il padre di Chris, un archeologo. Doppiato da Fumio Matsuoka (originale), Arnaldo Ninchi (italiano)
- Phoebe Peeper (飛鳥さつき?, Satsuki Asuka): la mamma di Chris. Doppiata da Kumiko Takizawa (originale), Maria Fiore (italiano)
- Mattea (Kikyomu): la yorkshire terrier di Chris.
- Grande Libro (タイムブック?, Taimu bukku, Time Book): un'antica Bibbia in grado di trasportare i protagonisti ai tempi dell'Antico e del Nuovo Testamento. Doppiato da Kōji Totani (originale)

## Edizione italiana
L'edizione italiana, basata su quella americana, è stata curata da Adalberto Conte e Mario De Girolamo per la Polivision Film.

### Doppiaggio
Il doppiaggio italiano è stato eseguito dalla C.S.D. Cooperativa Sonora Doppiaggio negli stabilimenti Doppiaggio Internazionale di Roma e diretto da Enrico Lazzareschi su dialoghi di Marcello Spoletini. Nell'adattamento viene utilizzata la maggior parte dei nomi della versione americana, con l'eccezione di Susy e Jessie, rispettivamente Joy e Gizmo nell'edizione americana. Inoltre, il Superbook del titolo nella serie viene chiamato "Grande Libro".

## Episodi
| Nº                                                    | Titolo italiano Giapponese 「Kanji」 - Rōmaji                                                        | In onda           | In onda |
| Nº                                                    | Titolo italiano Giapponese 「Kanji」 - Rōmaji                                                        | Giapponese        |         |
| Prima serie - Superbook (26 episodi)                  | |                   |         |
| 1                                                     | La creazione dell’uomo 「アダムとエバ物語」 - Adamu to eba monogatari                                | 9 ottobre 1981    |         |
| 2                                                     | I due fratelli 「カインとアベル物語」 - Kain to aberu monogatari                                     | 16 ottobre 1981   |         |
| 3                                                     | L'arca sulle acque del mondo 「ノアの箱舟物語」 - Noa no hakobune monogatari                         | 23 ottobre 1981   |         |
| 4                                                     | La grande prova 「偉大な父の物語」 - Idai na chihi no monogatari                                     | 30 ottobre 1981   |         |
| 5                                                     | La sposa più bella 「他国の花嫁物語」 - Takoku no hanayome monogatari                                | 6 novembre 1981   |         |
| 6                                                     | Tuo fratello ha tradito 「ふたごの兄弟物語」 - Futago no kyōdai monogatari                           | 13 novembre 1981  |         |
| 7                                                     | I dodici figli 「エジプト物語」 - Ejiputo monogatari                                                 | 20 novembre 1981  |         |
| 8                                                     | La fuga nel deserto 「奇跡のつえ物語」 - Mahō no tsue monogatari                                     | 27 novembre 1981  |         |
| 9                                                     | Il passaggio del fiume sacro 「不思議なラッパ物語」 - Fushigi na rappa monogatari                    | 4 dicembre 1981   |         |
| 10                                                    | Il quinto dei Giudici 「300個のツボ物語」 - 300 ko no tsubo monogatari                               | 11 dicembre 1981  |         |
| 11                                                    | Il crollo del tempio 「怪力物語」 - Kayryoku monogatari                                              | 18 dicembre 1981  |         |
| 12                                                    | Il primo Natale 「馬小屋物語」 - Uma goya monogatari                                                 | 25 dicembre 1981  |         |
| 13                                                    | I miracoli dell'amore 「イエスの奇跡物語」 - Iesu no kiseki monogatari                               | 30 dicembre 1981  |         |
| 14                                                    | Il terzo giorno 「からっぽの墓物語」 - Karappo no haka monogatari                                    | 4 gennaio 1982    |         |
| 15                                                    | La storia di Ruth 「親孝行物語」 - Oya kōkō monogatari                                               | 11 gennaio 1982   |         |
| 16                                                    | L'uomo dalla pazienza infinita 「悪魔の誘惑物語」 - Akuma no yûwaku monogatari                       | 18 gennaio 1982   |         |
| 17                                                    | Il pesce piccolo e il pesce grosso 「鯨にのまれた男の物語」 - Kujira ni nomareta otoko no monogatari | 25 gennaio 1982   |         |
| 18                                                    | Vogliamo un re 「ロバ国王物語」 - Roba kokuō monogatari                                              | 1º febbraio 1982  |         |
| 19                                                    | La mia arma è il coraggio 「ダビデ王物語」 - Dabide monogatari                                       | 8 febbraio 1982   |         |
| 20                                                    | La saggezza del Re 「ソロモン王物語」 - Soromon ō monogatari                                         | 15 febbraio 1982  |         |
| 21                                                    | Nulla è impossibile 「預言者エリヤ物語」 - Yogensha eriya monogatari                                 | 22 febbraio 1982  |         |
| 22                                                    | Bighe di fuoco 「火の戦車物語」 - Hi no sensha monogatari                                            | 1º marzo 1982     |         |
| 23                                                    | La fossa dei leoni 「ライオン穴の物語」 - Raion no ana monogatari                                    | 8 marzo 1982      |         |
| 24                                                    | Le mura più alte 「輝く城壁物語」 - Kagayaku shiro kabe monogatari                                   | 15 marzo 1982     |         |
| 25                                                    | La donna più bella 「美しい王妃物語」 - Utsukushii ōki no monogatari                                 | 22 marzo 1982     |         |
| 26                                                    | Il grande Paolo 「世界の果てまで物語」 - Sekai no hate made monogatari                               | 29 marzo 1982     |         |
| Seconda serie - Pasocon Travel Tanteidan (26 episodi) | |                   |         |
| 1                                                     | 「誕生パソコン探偵団」 - Tanjō pasokon tanteidan                                                     | 4 aprile 1983     |         |
| 2                                                     | 「大炎上!悪の町ソドム」 - Dai enjō! aku no machi sodomu                                              | 11 aprile 1983    |         |
| 3                                                     | 「悲しみの短剣」 - Kanashimi no tanken                                                               | 18 aprile 1983    |         |
| 4                                                     | 「井戸ばたの花嫁」 - Ido batano hanayome                                                             | 25 aprile 1983    |         |
| 5                                                     | 「おじぎをする麦束」 - Ojigiwosuru mugi soku                                                         | 2 maggio 1983     |         |
| 6                                                     | 「王様の不思議な夢」 - Ousama no fushigi na yume                                                     | 9 maggio 1983     |         |
| 7                                                     | 「エジプト一番の知恵者」 - Ejiputo ichiban no chie mono                                              | 16 maggio 1983    |         |
| 8                                                     | 「再会!涙の十二人兄弟」 - Saikai! namida no jūni nin kyōdai                                          | 23 maggio 1983    |         |
| 9                                                     | 「川に捨てられた赤ちゃん」 - Kawa ni sute rareta akachan                                             | 30 maggio 1983    |         |
| 10                                                    | 「炎の中の不思議な声」 - Honoo no nakano fushigi na koe                                              | 6 giugno 1983     |         |
| 11                                                    | 「襲いくる十の災害」 - Osoi kuru jū no saigai                                                        | 13 giugno 1983    |         |
| 12                                                    | 「荒野の大放浪」 - Kōya no dai hōrō                                                                  | 20 giugno 1983    |         |
| 13                                                    | 「燃える蛇と青銅の蛇」 - Moe ru hebi to seidō no hebi                                                | 27 giugno 1983    |         |
| 14                                                    | 「試された若者たち」 - Tamesa reta wakamono tachi                                                    | 4 luglio 1983     |         |
| 15                                                    | 「左ききの正義の剣」 - Hidari kikino seigi no tsurugi                                                | 11 luglio 1983    |         |
| 16                                                    | 「大撃破!900台の鉄戦車」 - Dai gekiha!900 dai no tetsu sensha                                        | 18 luglio 1983    |         |
| 17                                                    | 「英雄の涙」 - Eiyū no namida                                                                        | 25 luglio 1983    |         |
| 18                                                    | 「神と話した少年」 - Kami to hanashi ta shōnen                                                       | 1º agosto 1983    |         |
| 19                                                    | 「はじめての王様」 - Hajimeteno ōsama                                                                | 8 agosto 1983     |         |
| 20                                                    | 「羊飼いの少年ダビデ」 - Hitsujikai no shōnen dabide                                                 | 15 agosto 1983    |         |
| 21                                                    | 「巨人ゴリヤテとの対決」 - Kyojin goriyate tono taiketsu                                             | 22 agosto 1983    |         |
| 22                                                    | 「王子とおたずね者」 - Ouji tootazune mono                                                           | 29 agosto 1983    |         |
| 23                                                    | 「ダビデ王誕生」 - Dabide ō tanjō                                                                    | 5 settembre 1983  |         |
| 24                                                    | 「大王の後継者ソロモン」 - Daiō no kōkeisha soromon                                                  | 12 settembre 1983 |         |
| 25                                                    | 「女王の陰謀」 - Joō no inbō                                                                         | 19 settembre 1983 |         |
| 26                                                    | 「一夜の大勝利」 - Ichiya no daishōri                                                                | 26 settembre 1983 |         |